# Carlos Batres
Carlos Alberto Batres Gonzalez (* 2. April 1968 in Guatemala-Stadt) ist ein ehemaliger guatemaltekischer Fußballschiedsrichter. Er wurde am 1. Januar 1996 zum FIFA-Schiedsrichter ernannt und leitete sein erstes internationales Spiel am 27. Oktober 1996 zwischen Panama und Kanada während der Qualifikation zur Fußball-Weltmeisterschaft 1998.
Seitdem hat er diverse Partien bei großen internationalen Turnieren, Vereinswettbewerben, Weltmeisterschafts-Qualifikationen sowie Olympischen Sommerspielen geleitet. Auch zur Fußball-Weltmeisterschaft 2006 sollte Batres eingeteilt werden. Er musste die Fitnesstests während des Schiedsrichterassistenten-Lehrgangs Ende März allerdings abbrechen, da ein im Dezember 2005 erlittener Kreuzbandriss noch nicht vollständig ausgeheilt war. Zwei Jahre später erregte er Aufmerksamkeit, als er während der Begegnung zwischen New England Revolution und CF Atlante (1:0) in der SuperLiga 2008 ab der 85. Minute sechs Spieler im Zuge von „Rudelbildung“ des Feldes verwies. Die FIFA wählte den Guatemalteken als Schiedsrichter für die Fußball-Weltmeisterschaft 2010 aus. Bei dieser wurde er von Leonel Leal aus Costa Rica und Carlos Pastrana aus Honduras als Linienrichter unterstützt.

## Turniere
Im Folgenden sind die großen Turniere aufgelistet, bei denen Batres als Schiedsrichter tätig war. Fett markierte Spiele sind Finals.

### Nationalmannschaftsebene
- CONCACAF Gold Cup 2000

Vereinigte Staaten – Kolumbien (3:4 n. E.)
- CONCACAF Gold Cup 2002

Ecuador – Haiti (0:2)
Kanada – Martinique (6:5 n. E.)
Vereinigte Staaten – Costa Rica (2:0)
- Fußball-Weltmeisterschaft 2002

Dänemark – Senegal (1:1)
Deutschland – Paraguay (1:0)
- CONCACAF Gold Cup 2003

El Salvador – Martinique (1:0)
Vereinigte Staaten – Brasilien (1:2 n. V.)
- Olympische Sommerspiele 2004

Argentinien – Serbien und Montenegro (6:0)
Marokko – Portugal (1:2)
Irak – Australien (1:0)
- UNCAF Nations Cup 2005

Costa Rica – Honduras (8:7 n. E.)
- CONCACAF Gold Cup 2005

Kolumbien – Panama (0:1)
Vereinigte Staaten – Jamaika (3:1)
Vereinigte Staaten – Panama (3:1 n. E.)
- UNCAF Nations Cup 2009

El Salvador – Nicaragua (1:1)
Honduras – Nicaragua (4:1)
Honduras – Panama (0:1)
Costa Rica – Panama (3:5 n. E.)
- U-17-Fußball-Weltmeisterschaft 2009

Schweiz – Japan (4:3)
Niederlande – Iran (0:1)
Spanien – Uruguay (4:2 n. E.)
- Fußball-Weltmeisterschaft 2010

Algerien – Slowenien (0:1)
Italien – Neuseeland (1:1)
Paraguay – Spanien (0:1)

### Vereinsebene
- Copa Interamericana 1998

D.C. United – CR Vasco da Gama (0:1)
CR Vasco da Gama – D.C. United (0:2)
- FIFA-Klub-Weltmeisterschaft 2006

SC Internacional – FC Barcelona (1:0)
- CONCACAF Champions’ Cup 2008

CF Atlante – Deportivo Saprissa (2:1)
Deportivo Saprissa – CF Pachuca (1:1)
- SuperLiga 2008

D.C. United – CF Atlante (2:3)
CD Chivas USA – CF Pachuca (1:2)
New England Revolution – CF Atlante (1:0)
- CONCACAF Champions League 2008/09

CD Cruz Azul – CD Marathón (1:1)
CF Atlante – Joe Public FC (0:1)
Santos Laguna – Tauro FC (3:0)
- CONCACAF Champions League 2009/10

Deportivo Toluca – CD Marathón (7:0)